# 5614 Yakovlev
5614 Yakovlev è un asteroide della fascia principale. Scoperto nel 1979, presenta un'orbita caratterizzata da un semiasse maggiore pari a 2,8651364 UA e da un'eccentricità di 0,3321412, inclinata di 6,61340° rispetto all'eclittica.